# Волынская, Людмила Алексеевна
Людмила Алексеевна Волынская (20 декабря 1904 — 3 декабря 1978, Павловск) — советская актриса театра и кино. Заслуженная артистка РСФСР (1956).

## Биография
Людмила Волынская родилась в семье военного врача Алексея Фёдоровича Волынского. В 1924 году окончила в Москве студию при театре «Семперанте» и в том же году стала актрисой этого театра. В 1929—1932 годах служила в Московском ТЮЗе. С 1932 года — в различных театрах Ленинграда: в ЛОСПС, в Красном театре, в Ленинградском театре им. Ленинского комсомола, который в 1949 году возглавил Георгий Товстоногов. В кино дебютировала в 1935 году в фильме «Дубровский».
В 1957 году была приглашена Товстоноговым в Большой драматический театр им. М. Горького, где служила по 1974 год. Самая известная театральная работа — Бабушка в спектакле «Я, бабушка, Илико и Илларион». В 1974 году покинула сцену.
Умерла 17 ноября 1978 года в павловском Доме ветеранов Академии наук. Урна с прахом захоронена 3 декабря 1978 года на Богословском кладбище в ограде захоронения Коноваловых.

## Творчество

### Театральные работы
Большой драматический театр им. М. Горького
- 1959 — «Варвары» А. М. Горького. Постановка Г. А. Товстоногова — Притыкина
- 1962 — «Горе от ума» А. С. Грибоедова. Постановка Г. А. Товстоногова — княгиня Тугоуховская
- 1964 — «Я, бабушка, Илико и Илларион» Н. Думбадзе, Г. Лордкипанидзе. Постановка Р. С. Агамирзяна — бабушка
- 1965 — «Три сестры» А. П. Чехова. Постановка Г. А. Товстоногова — Анфиса

### Фильмография
- 1935 — Дубровский — баба
- 1957 — Шторм — эпизод
- 1958 — Шофёр поневоле — врач Фаина Семёновна
- 1959 — Поднятая целина — Перфильевна
- 1960 — Балтийское небо — Анна Степановна
- 1966 — Республика ШКИД — Амвон
- 1967 — Комиссар — мать Магазанника
- 1969 — Завтра, третьего апреля… — учительница Людмила Петровна[1]
- 1971 — Тень — торговка ядами
- 1974 — Царевич Проша — нянька принцессы